# Рухин, Лев Борисович
Лев Борисович Рухин (16 [29] октября 1912, Москва — 8 сентября 1959, Ленинград) — советский учёный-геолог, литолог и палеогеограф, доктор геолого-минералогических наук (1943), профессор Ленинградского государственного университета, создатель историко-геологического направления в литологии.

## Биография
Родился 16 (29) октября 1912 года в Москве. Учился в топографическом техникуме в Ленинграде.
Окончил географический и геологический факультеты Ленинградского государственного университета. Был зачислен в аспирантуру кафедру палеонтологии, где в 1935 году защитил кандидатскую диссертацию.
С 1936 года работал на кафедре общей геологии геологического факультета ЛГУ. В июле 1941 года был призван в армию, служил в 276-м отдельном пулеметно-артиллерийском батальоне, инженер-капитан. В 1943 году защитил докторскую диссертацию.
Был и. о. декана геолого-почвенного факультета ЛГУ (1946—1948), проректором по научной работе (1948).
Профессор ЛГУ, читал курсы геологии, литологии, палеогеографии. Основные работы «Основы литологии» и «Основы общей палеогеографии».
Погиб 8 сентября 1959 года в автомобильной катастрофе на пересечении Большого проспекта и 16 линии Васильевского острова в Ленинграде. Похоронен на Серафимовском кладбище.

## Семья
Жена — Евгения Валериановна Рухина (1909—1992), геолог.
- Сын — Евгений Львович Рухин (1943—1976), художник.
- Сын — Андрей Львович Рухин, математик и статистик, с 1977 года в США (Мэрилендский университет в Балтиморе).

## Награды и премии
- Орден «Знак Почёта» за педагогическую работу.
- медали[уточнить]

## Память
Именем Л. Б. Рухина были названы:
- Мыс Рухина — на северо-западе острова Джексона архипелага Земля Франца-Иосифа[6].